# هنیچسک
شهر هنیچسک (به روسی: Генічеськ) در استان خرسون در کشور اوکراین واقع شده‌است. جمعیت این شهر ۲۱٬۷۹۳ نفر  است.

## نگارخانه

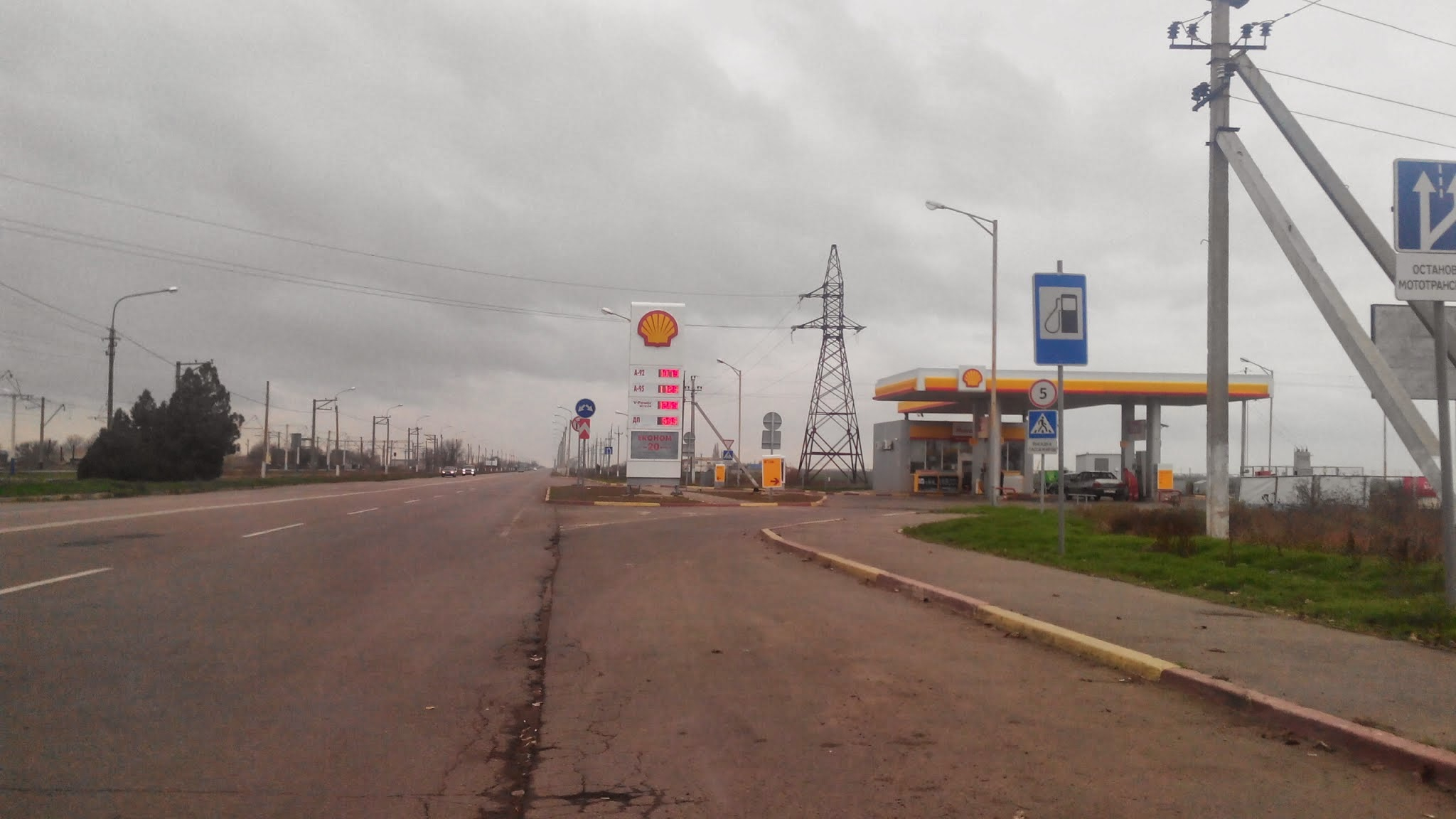
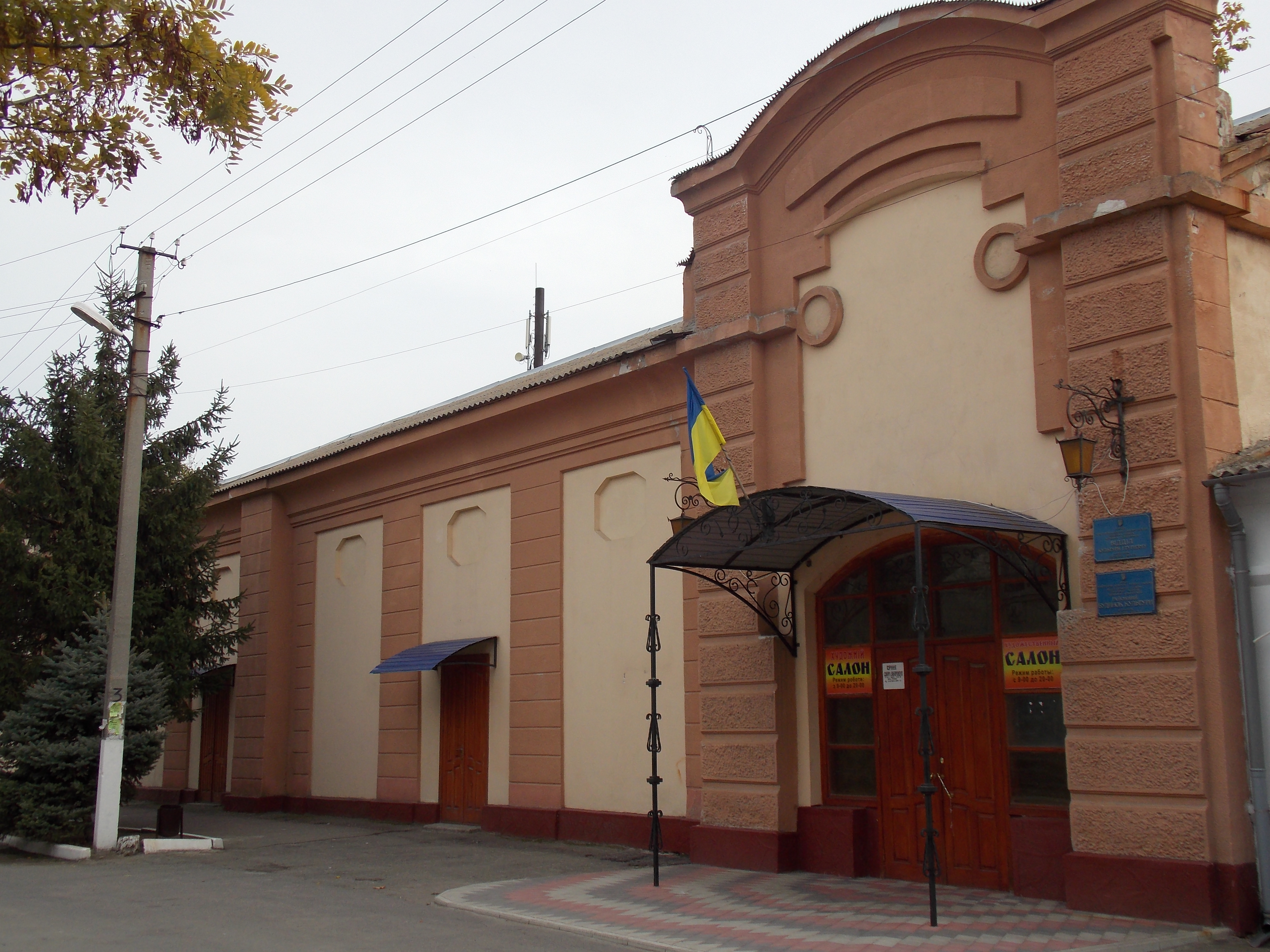
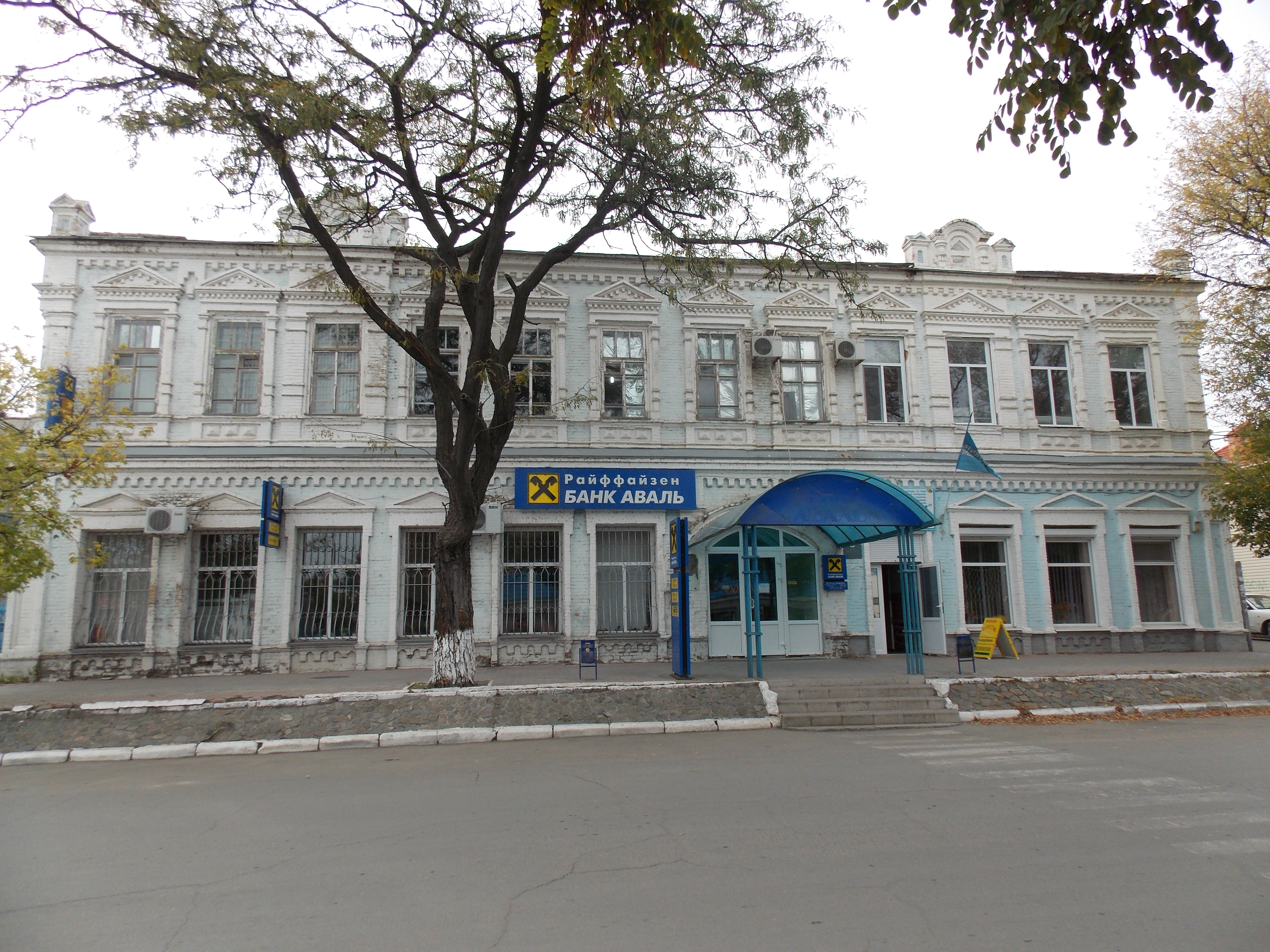
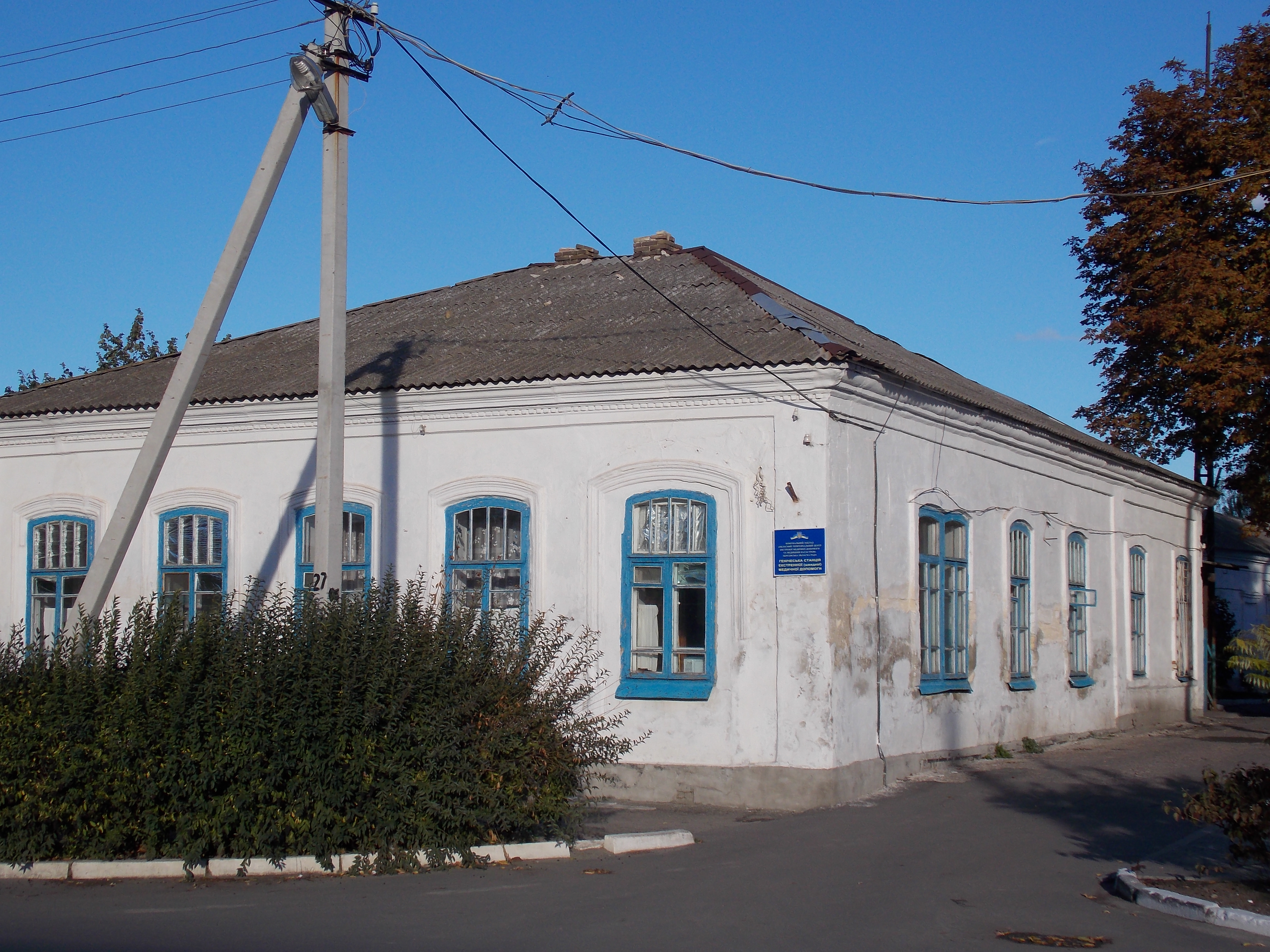
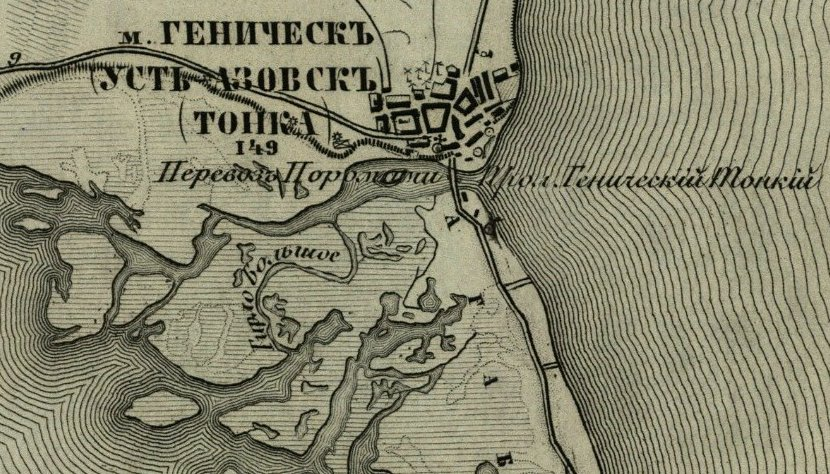